# Wayne Englestad
Wayne Edward Englestad (Rosemead, 6 dicembre 1966) è un ex cestista statunitense, professionista nella NBA, in Spagna, Argentina e Portogallo.

## Palmarès
- Coppa di Portogallo: 1

Porto: 1999